# Arne Hertz
Arne Hertz (6 de junio de 1939) es un copiloto de rally sueco actualmente retirado que ha competido en el Campeonato Mundial de Rally entre 1973 y 1999 con diferentes pilotos logrando un total de dieciocho victorias y cuarenta y cinco podios. Fue copiloto de Stig Blomqvist, Ove Andersson, Armin Schwarz, Yoshio Fujimoto o Hannu Mikkola, este último con el que logró quince victorias a bordo de diferentes vehículos: Ford Escort RS 1800, Mercedes 450 SLC 5.0 y Audi Quattro.
Comenzó a competir antes del estreno del Campeonato del Mundo logrando la victoria en pruebas internacionales como el Rally de Gran Bretaña, Rally de Suecia, Rally Acrópolis y Rally de Finlandia, todas en el mismo año, 1971 o el Rally de Escocia que venció en dos ocasiones: 1978 y 1982.

## Palmarés

### Victorias en el Campeonato Mundial de Rally
| #  | Rally                                 | Año  | Piloto         | Vehículo                   |
| -- | ------------------------------------- | ---- | -------------- | -------------------------- |
| 1  | 24th Swedish Rally                    | 1973 | Stig Blomqvist | Saab 96 V4                 |
| 2  | 23rd Safari Rally                     | 1975 | Ove Andersson  | Peugeot 504                |
| 3  | 27th Lombard RAC Rally                | 1978 | Hannu Mikkola  | Ford Escort RS1800         |
| 4  | 13º Rallye de Portugal Vinho do Porto | 1979 | Hannu Mikkola  | Ford Escort RS1800         |
| 5  | 10th Motogard Rally of New Zealand    | 1979 | Hannu Mikkola  | Ford Escort RS1800         |
| 6  | 28th Lombard RAC Rally                | 1979 | Hannu Mikkola  | Ford Escort RS1800         |
| 7  | 11ème Rallye Côte d'Ivoire            | 1979 | Hannu Mikkola  | Mercedes 450 SLC 5.0       |
| 8  | 31st International Swedish Rally      | 1981 | Hannu Mikkola  | Audi Quattro               |
| 9  | 30th Lombard RAC Rally                | 1981 | Hannu Mikkola  | Audi Quattro               |
| 10 | 32nd 1000 Lakes Rally                 | 1982 | Hannu Mikkola  | Audi Quattro               |
| 11 | 31st Lombard RAC Rally                | 1982 | Hannu Mikkola  | Audi Quattro               |
| 12 | 33rd International Swedish Rally      | 1983 | Hannu Mikkola  | Audi Quattro A1            |
| 13 | 17º Rallye de Portugal Vinho do Porto | 1983 | Hannu Mikkola  | Audi Quattro A1            |
| 14 | 3º Marlboro Rally Argentina           | 1983 | Hannu Mikkola  | Audi Quattro A2            |
| 15 | 33rd 1000 Lakes Rally                 | 1983 | Hannu Mikkola  | Audi Quattro A2            |
| 16 | 18º Rallye de Portugal Vinho do Porto | 1984 | Hannu Mikkola  | Audi Quattro A2            |
| 17 | 35th Marlboro Safari Rally            | 1987 | Hannu Mikkola  | Audi 200 Quattro           |
| 18 | 27º Rally Catalunya - Costa Brava     | 1991 | Armin Schwarz  | Toyota Celica GT-4 (ST165) |